# فرودگاه آبی گیلام
فرودگاه آبی گیلام (به انگلیسی: Gillam Water Aerodrome) یک فرودگاه همگانی است که یک باند فرود آب دارد. این فرودگاه در کشور کانادا قرار دارد و در ارتفاع ۱۴۳ متری از سطح دریا واقع شده‌است.